# Arxiu General de l'Administració
L'Arxiu General de l'Administració (sigles: AGA) és un arxiu espanyol, situat a la ciutat d'Alcalá de Henares (Comunitat de Madrid). És un dels sis arxius nacionals d'Espanya, i té la funció d'arxiu intermedi de l'administració estatal espanyola. És el tercer arxiu del món quant a volum (per darrere dels Arxius Federals de Washington DC i la Cité des Archives de Fontainebleau). La documentació que alberga data sobretot dels segles XIX i XX.
Va ser creat el 8 de maig de 1969 com a successor de l'Arxiu General del Regne, fundat al segle xix i situat en el Palau Arquebisbal d'Alcalá fins que va ser arrasat per un incendi el 1939. El projecte de l'edifici va ser dissenyat de l'arquitecte Juan Segura de Lago. Les obres es van iniciar a la fi de 1969 i van finalitzar en la primavera de 1973. L'edifici, de planta triangular, s'aixeca sobre un solar de 16.416 m². La superfície total construïda és de 42.269 m² distribuïts en nou plantes. La seva capacitat total és d'aproximadament 200 km de prestatgeria no compacta per a la instal·lació de documents. Inclou també l'Arxiu Central d'Educació i el Centre d'Informació Documental d'Arxius (CIDA).
|}